# Sjaraf Rasjidovitj Rasjidov
Sjaraf Rasjidovitj Rasjidov, född 1917, död 31 oktober 1983, var en sovjetutnämnd centralasiatisk ledare. 
Han föddes i närheten av Dzjizak i dagens Uzbekistan och tog examen från Dzjizaks pedagogiska gymnasium och började arbeta som lärare vid 18 års ålder. Han arbetade som redaktör för den uzbekiska tidskriften Lenin yo'li, Leninvägen. Han gick dock inte med i Sovjetiska kommunistpartiet förrän 1939, efter de stora utrensningarna. Rasjidov påbörjade studier vid Samarkands universitet men dessa avbröts av Nazitysklands anfall på Sovjetunionen 1941. Han värvades till Röda armén som politisk officer och sårades i strid i närheten av Porfino 1943. Rasjidovs karriär fortsatte raskt uppåt och vid återkomsten till Uzbekistan blev han partisekreterare för Samarkand oblast (län). Han arbetade också vid den ledande uzbekiska tidningen Qizil O'zbekiston, Röda Uzbekistan, och blev snart dess chefredaktör. Han utnämndes också till ordförande i det uzbekiska författarförbundet och 1950, vid endast 33 års ålder, utnämndes han till ordförande i Uzbekistans Högsta sovjets presidium, en hederspost. Han avancerade till förste sekreterare för Uzbekistans centralkommitté 1959 och blev partisekreterare i Uzbekistan 1961, en post som han innehade fram till sin död 1983. På unionsnivå var han efter 20 partikongressen kandidatmedlem i centralkommittén för det Sovjetiska kommunistpartiet, vid den 22 partikongressen valdes han till fullvärdig medlem av centralkommittén och samtidigt kandidatmedlem i politbyrån, den högsta post som Rasjidov nådde inom det sovjetiska kommunistpartiet.
Sjaraf Rasjidovs viktigaste bidrag som partisekreterare i Uzbekistan var att stärka uzbekernas ställning på ryska och andra slaviska makthavares bekostnad. Under 40- och början på 50-talet hade Uzbekistan främst varit styrt av rysktalande. Den uzbekiska andelen av befolkningen ökade emellertid snabbt, fick dessutom allt bättre utbildning samtidigt som ekonomin växte. Under 50- och 60-talen kan man se en gradvis men tydlig ökning av uzbeker på ledande positioner inom förvaltning och ekonomi. Även om Rasjidov bara var en symbol för uzbekiskt inflytande vid sin tillsättning 1961, så var vid hans död det uzbekiska kommunistpartiet i uzbekiska händer och Uzbekistans verkliga maktcentrum. På det ekonomiska området orsakade den allt mer omfattande och vattenkrävande bomullsodlingen stora skador och det är under Rasjidovs tid vid makten som Aralsjöns katastrofala tillbakagång tar sin början. Han var också inblandad i de omfattande överrapporteringarna av bomullsproduktionen i Uzbekistan. Detta var inget ovanligt i den sovjetiska planekonomin men i Uzbekistan nådde det hela absurda nivåer. Rasjidov hann dock dö innan Moskva satte igång sina antikorruptionskampanjer under Andropov och Gorbatjov.
Omdömet om Rasjidov i Uzbekistan är, den ekonomiska nedgången under 70-talet till trots, försiktigt positiv. Han ses som först och främst uzbek i kamp mot de ryska kommunisterna i Moskva och han gjorde en hel del som var bra för Uzbekistan. I Dzjizak finns ett museum tillägnat Sjaraf Rasjidov.